# Wola Piasecka (Piaseczno)
Wola Piasecka, Piasecka Wieś – dawna wieś, obecnie w granicach miasta Piaseczna, w województwie mazowieckim, w powiecie piaseczyńskim.
Wola Piasecka to już nie istniejąca wieś królewska i folwark. W 1827 roku liczyła 163 mieszkańców. Zarządzał nią Jakub Poradowski. Na przełomie wieków XIX i XX, granica Piaseczna i Woli Piaseckiej biegła w okolicy ul. Czajewicza (wówczas ul. Leśnej). Usypano tu nasyp kolejowy i zaczęto budować trakt wąskotorowej kolejki grójeckiej, który ukończono w 1900 roku. Centrum Woli Piaseckiej znajdowało się w okolicy ronda im. Tadeusza Mazowieckiego przy ul. Wojska Polskiego
Do 1917 roku Wola Piasecka należała do gminy Jazgarzew w powiecie grójeckim. 11 lipca 1917 włączono ją do powiatu warszawskiego, gdzie została włączona do Piaseczna (leżącego przy samej granicy powiatowej).